# استریولب
استریولَب (انگلیسی: Stereolab) گروه موسیقی آوانپاپ انگلیسی-فرانسوی است که سال ۱۹۹۰ در لندن شکل گرفت. اعضای تشکیل‌دهندهٔ گروه تیم گین (گیتار، کیبورد) و لتیسیا سدیه (خوانندگی، گیتار، کیبورد) هستند که با وجود تغییرات مداوم اعضا در گروه مانده‌اند. از دیگر اعضای مهم گروه ماری هانسن (همخوان، کیبورد، گیتار) را می‌توان نام برد که تا زمان مرگ ناگهانی‌اش در سال ۲۰۰۲، عضو گروه بود.
استریولب از برجسته‌ترین گروه‌های مستقل و تجربه‌گر دههٔ ۹۰ میلادی به‌شمار می‌رود که کراوت‌راک دههٔ ۷۰ را با پاپ دههٔ ۶۰ و موسیقی لانج (Lounge) ترکیب می‌کرد؛ همچنین از نخستین گروه‌هایی است که آثارشان با صفت پست‌راک توصیف شده است. آخرین آلبوم گروه با نام هولوگرام‌های فوری روی فیلم فلزی سال ۲۰۲۵ منتشر شد.